# Plynteria filiferalis
Plynteria filiferalis là một loài bướm đêm trong họ Noctuidae.